# Trey Gunn

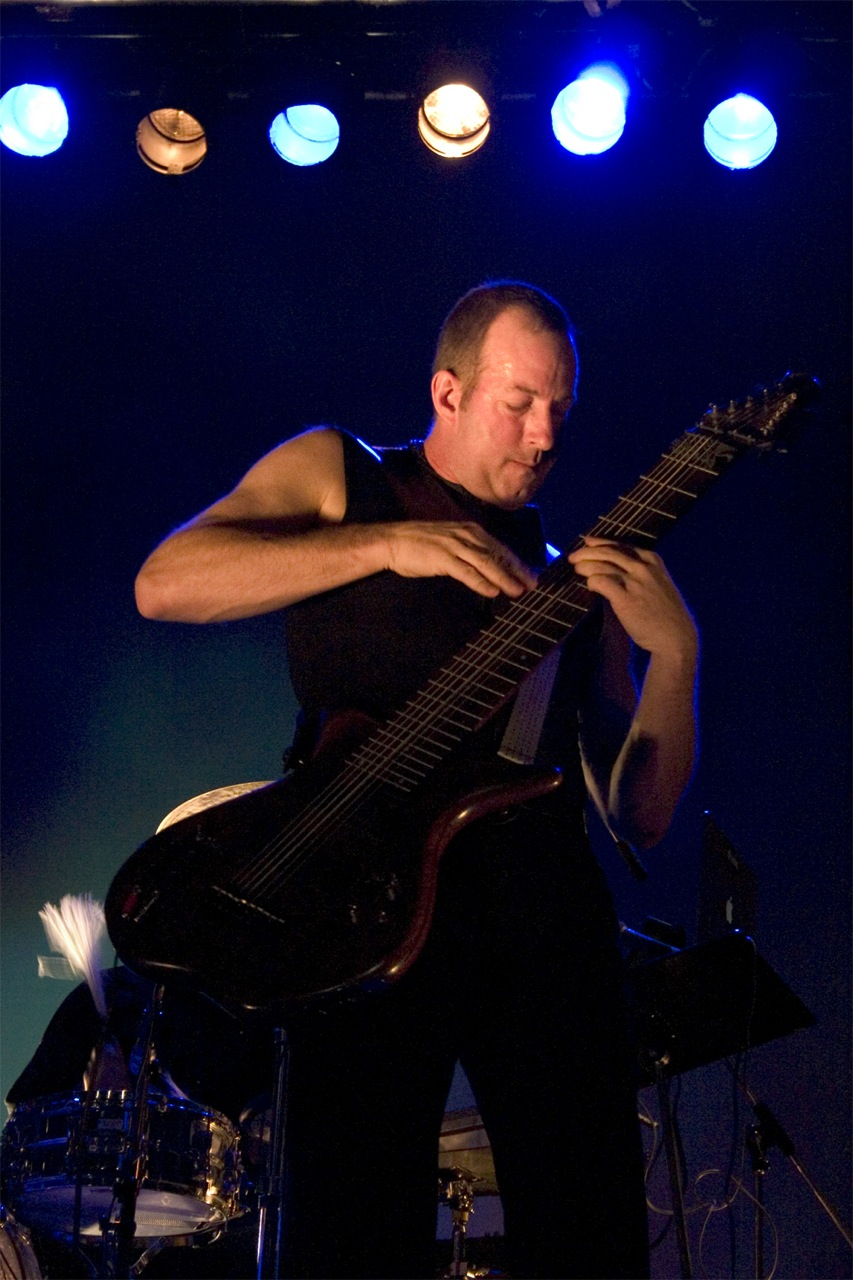
Trey Gunn în 2005

Trey Gunn (n. 13 decembrie 1960) este un muzician american, probabil cel mai cunoscut ca fiind membru al trupei de rock progresiv King Crimson din 1994 până în 2003, cântând la chitară Warr și Chapman Stick.